# فريدريك هاتشينسون بورتر
فريدريك هاتشينسون بورتر (بالإنجليزية: Frederic Hutchinson Porter)‏ هو مهندس معماري أمريكي، ولد في 9 يوليو 1890، وتوفي في 6 يوليو 1976.